# Jan Fristedt
Jan Bror Fredrik Fristedt, född 18 november 1940 i Kristbergs församling i Östergötlands län, är en svensk militär, i många år verksam vid Svenska Ridsportens Centralförbund.

## Biografi
Fristedt avlade officersexamen vid Krigsskolan 1965 och utnämndes samma år till fänrik vid Norrlands dragonregemente, där han tjänstgjorde till 1972 och uppnådde majors grad. Han utbildade sig vid Ridskolan Strömsholm 1966–1967 och vid Militärhögskolan 1971–1972. År 1972 lämnade han Krigsmakten och var 1972–1980 biträdande generalsekreterare för Svenska Ridsportens Centralförbund, 1980–1988 chef för Ridskolan Strömsholm och 1988–1999 sportchef vid Svenska Ridsportens Centralförbund.